# Brachymitrion immersum
Brachymitrion immersum är en bladmossart som beskrevs av Bernard Goffinet 1999. Brachymitrion immersum ingår i släktet Brachymitrion och familjen Splachnaceae. Inga underarter finns listade i Catalogue of Life.